# سیارک ۳۸۸۷
سیارک ۳۸۸۷ (به انگلیسی: 3887 Gerstner، نامگذاری:1985QX) سه هزار و هشتصد و هشتاد و هفتمین سیارک کشف شده‌است که در ۲۲ اوت ۱۹۸۵ کشف شد.
قدر مطلق سیارک برابر ۱۲٫۴۰ است.